# Bagüés

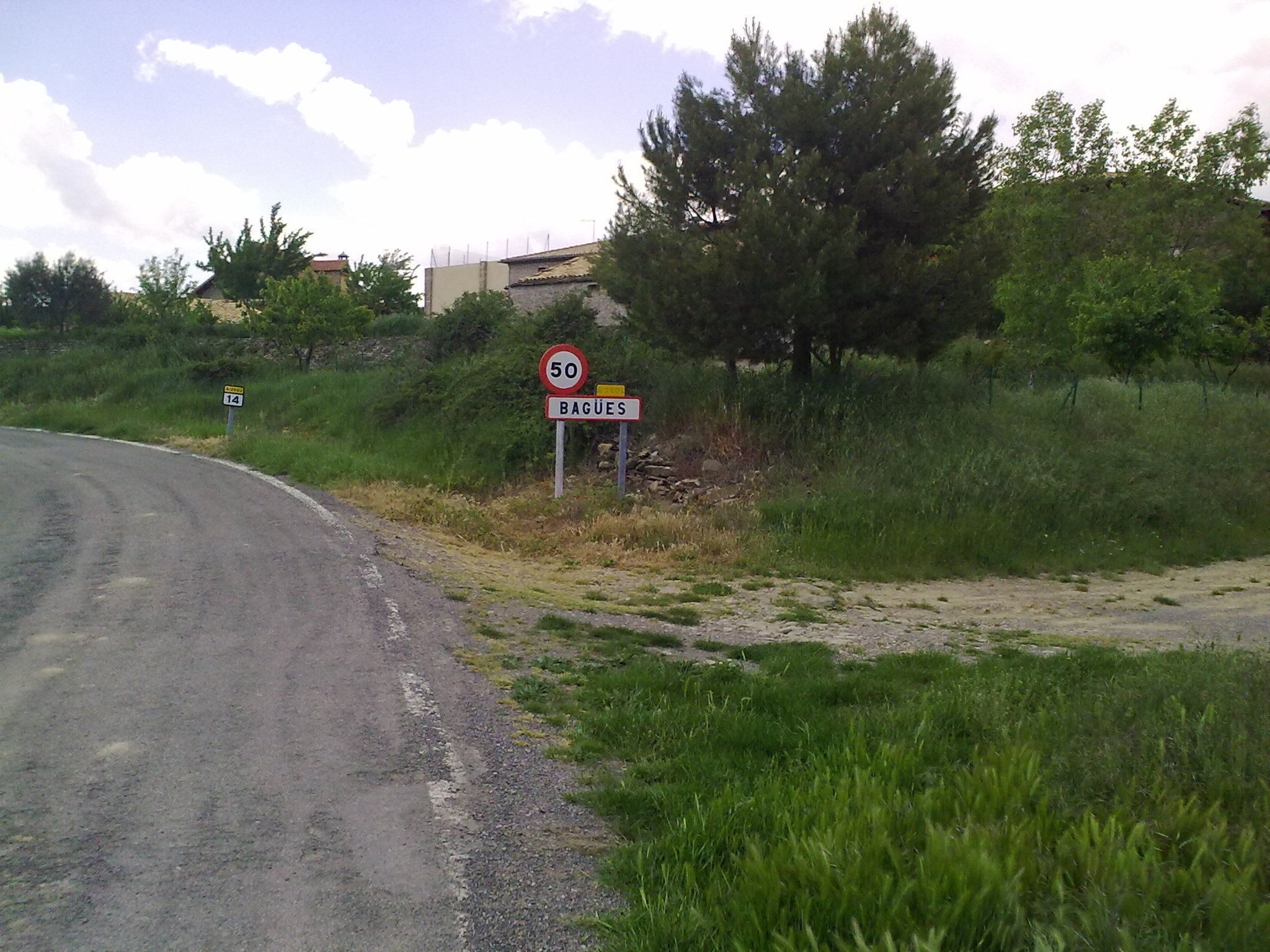
Bagüés, entrée du village.

Bagüés est une commune d’Espagne, dans la province de Saragosse, communauté autonome d'Aragon, de la comarque de Cinco Villas.